# Тхеерапонґ Сілачай
Тхеерапонґ Сілачай (тай. ธีรพงศ์ ศิลาชัย, нар. 19 листопада 2003) — таїландський важкоатлет, срібний призер Олімпійських ігор 2024 року, чемпіон світу.

## Результати
| Рік              | Місце                      | Вага             | Ривок            | Ривок            | Ривок            | Ривок            | Поштовх          | Поштовх          | Поштовх          | Поштовх          | Загалом          | Місце            |
| Рік              | Місце                      | Вага             | 1                | 2                | 3                | Місце            | 1                | 2                | 3                | Місце            | Загалом          | Місце            |
| Олімпійські ігри | Олімпійські ігри           | Олімпійські ігри | Олімпійські ігри | Олімпійські ігри | Олімпійські ігри | Олімпійські ігри | Олімпійські ігри | Олімпійські ігри | Олімпійські ігри | Олімпійські ігри | Олімпійські ігри | Олімпійські ігри |
| ---------------- | -------------------------- | ---------------- | ---------------- | ---------------- | ---------------- | ---------------- | ---------------- | ---------------- | ---------------- | ---------------- | ---------------- | ---------------- |
| 2024             | Париж, Франція             | до 61 кг         | 127              | 130              | 132              | Н/Д              | 167              | 169              | 171              | Н/Д              | 303              | 2                |
| Чемпіонат світу  |                            |                  |                  |                  |                  |                  |                  |                  |                  |                  |                  |                  |
| 2022             | Богота, Колумбія           | до 55 кг         | 117              | 117              | 119              | 4                | 144              | 147              | 148              | 1                | 265              | 1                |
| 2023             | Ер-Ріяд, Саудівська Аравія | до 61 кг         | 110              | 115              | 120              | 28               | 140              | 150              | —                | 23               | 265              | 25               |
| Азійські ігри    |                            |                  |                  |                  |                  |                  |                  |                  |                  |                  |                  |                  |
| 2022             | Ханчжоу, Китай             | до 61 кг         | 128              | 128              | 128              | Н/Д              | —                | —                | —                | Н/Д              | —                | —                |
| Чемпіонат Азії   |                            |                  |                  |                  |                  |                  |                  |                  |                  |                  |                  |                  |
| 2023             | Чінджу, Південна Корея     | до 61 кг         | 127              | 130              | 132              | 4                | 162              | 164              | 167              | 3                | 299              | 3                |